# Los Angeles Raiders 1988
La stagione 1988 dei Los Angeles Raiders è stata la 19ª della franchigia nella National Football League, la 29ª complessiva e la settima di tredici a Los Angeles.  Fu la prima stagione con Mike Shanahan come capo-allenatore, che terminò con un record di 7–9. Nel Draft i Raiders scelsero il vincitore dell'Heisman Trophy Tim Brown, il terzo vincitore del premio in quel momento nel roster della squadra, dopo Marcus Allen e Bo Jackson. La maggior parte delle vittorie giunsero contro la propria division, in cui il club ebbe un record di 6-2, con le uniche sconfitte che giunsero contro i Seattle Seahawks vincitori del titolo di division. Tuttavia, i Raiders ebbero solo un bilancio di 1-7 contro il resto della NFL: l'unica altra vittoria fu tuttavia di prestagio poiché venne contro i 49ers futuri campioni NFL.

## Scelte nel Draft 1988

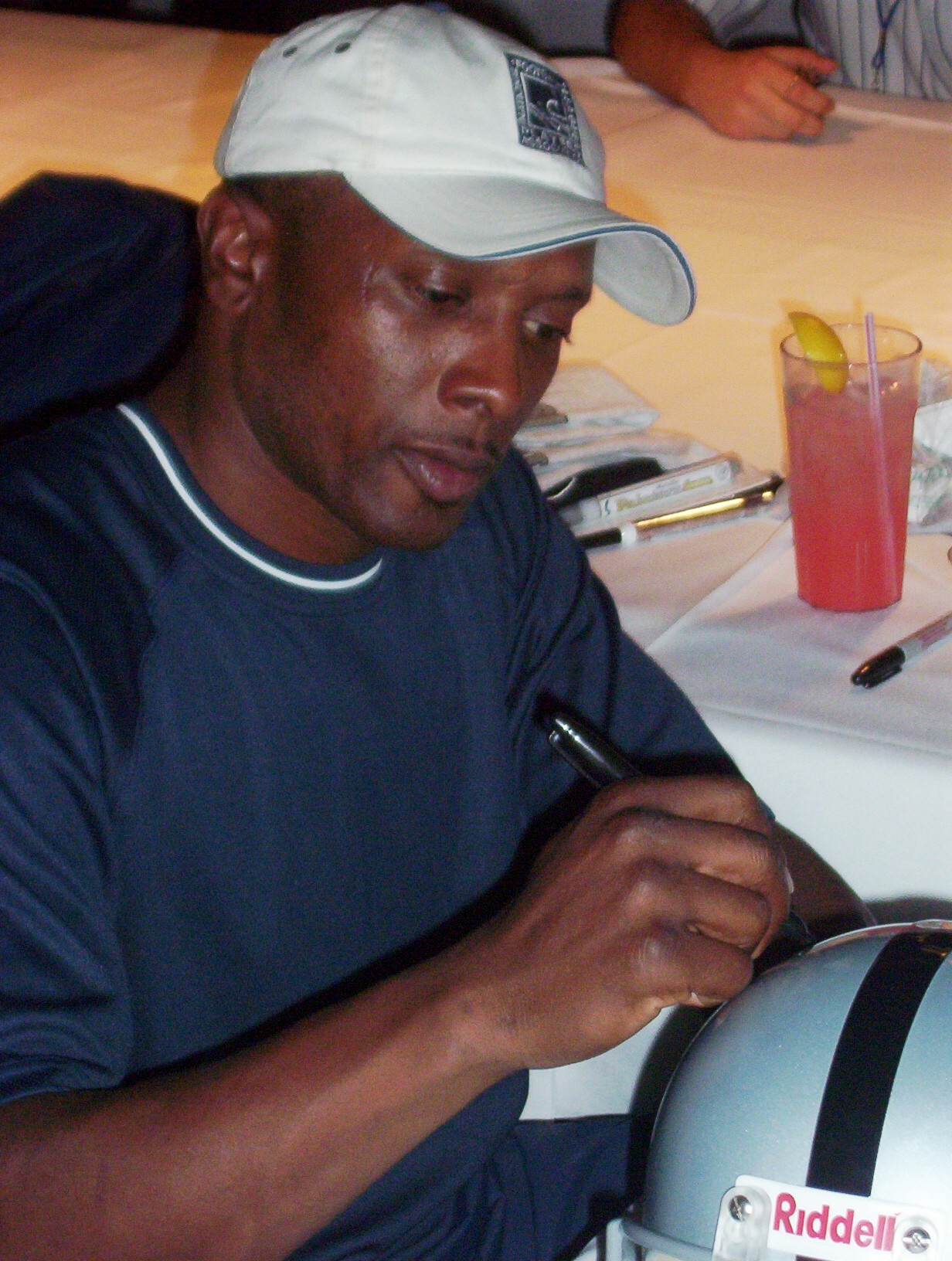
Mr. Raider Tim Brown fu scelto come sesto assoluto nel Draft 1988

| Scelte dei Raiders nel Draft 1988 |        |                |       |                      |
| Giro                              | Scelta | Giocatore      | Ruolo | College              |
| 1                                 | 6      | Tim Brown      | WR    | Notre Dame           |
| 1                                 | 9      | Terry McDaniel | CB    | Tennessee            |
| 1                                 | 25     | Scott Davis    | DE    | Illinois             |
| 4                                 | 90     | Tim Rother     | DT    | Nebraska             |
| 5                                 | 131    | Dennis Price   | DB    | UCLA                 |
| 6                                 | 143    | Erwin Grabisna | LB    | Case Western Reserve |
| 7                                 | 171    | Derrick Crudup | DB    | Oklahoma             |
| 8                                 | 199    | Mike Alexander | WR    | Penn State           |
| 9                                 | 227    | Reggie Ware    | RB    | Auburn               |
| 9                                 | 229    | Scott Tabor    | P     | California           |
| 10                                | 255    | Newt Harrell   | OG    | West Texas A&M       |
| 11                                | 283    | David Weber    | QB    | Carroll (WI)         |
| 12                                | 311    | Greg Kunkel    | OG    | Kentucky             |

## Roster
| Roster dei Los Angeles Raiders nel 1986 |
| --- |
| Quarterback - 7 Steve Beuerlein - 11 Vince Evans - 13 Jay Schroeder Running Back - 32 Marcus Allen - 23 Ethan Horton - 34 Bo Jackson Wide Receiver - 89 Mike Alexander - 81 Tim Brown - 86 Mervyn Fernandez - 83 Willie Gault Tight End Offensive Linemen - 63 John Gesek G - 73 Charley Hannah G - 76 Brian Holloway T - 51 Bill Lewis G Defensive Linemen - 95 Bob Buczkowski DE - 70 Scott Davis DT - 96 Malcolm Taylor NT/DE - 93 Greg Townsend DE Linebacker - 52 Linden King OLB - 54 Reggie McKenzie ILB - 55 Matt Millen ILB - 57 Jerry Robinson ILB Defensive Back - 44 Stefon Adams S - 33 Eddie Anderson FS - 29 Russell Carter S - 36 Terry McDaniel CB - 26 Vann McElroy FS Special Team |
| Legenda - I rookie sono in corsivo. - Il primo ruolo è il principale mentre gli eventuali successivi indicano i ruoli secondari. - (IR) sta per Injured Reserve ed indica la lista ristretta per un solo giocatore infortunato che può tornare ad allenarsi dopo la settimana 6 e a rientrare in prima squadra dopo che questa ha giocato 8 partite. - (NF-Inj.) / (NF-Ill.) stanno rispettivamente per Non-Football Injured e Non-Football Illness ed indicano le liste dove viene inserito un giocatore che ha un infortunio o una malattia non dipendente dal football americano. - (PUP) sta per Physically Unable to Perform ed indica la lista dove viene inserito un giocatore mentre è in attesa di recuperare la condizione fisica. Nella stagione regolare dopo la sesta partita giocata dalla propria squadra, il giocatore ha tempo tre settimane per riprendere ad allenarsi, più tre settimane aggiuntive dal suo rientro agli allenamenti per rientrare in prima squadra. |

## Calendario
| Stagione regolare |                        |           |          |
| Turno             | Avversario             | Risultato | Pubblico |
| 1                 | San Diego Chargers     | V 24–13   | 39,029   |
| 2                 | at Houston Oilers      | S 38–35   | 46,050   |
| 3                 | Los Angeles Rams       | S 22–17   | 84,870   |
| 4                 | at Denver Broncos      | V 30–27   | 75,964   |
| 5                 | Cincinnati Bengals     | S 45–21   | 42,594   |
| 6                 | Miami Dolphins         | S 24–14   | 50,751   |
| 7                 | at Kansas City Chiefs  | V 27–17   | 77,078   |
| 8                 | at New Orleans Saints  | S 20–6    | 66,249   |
| 9                 | Kansas City Chiefs     | V 17–10   | 36,103   |
| 10                | at San Diego Chargers  | V 13–3    | 55,134   |
| 11                | at San Francisco 49ers | V 9–3     | 54,448   |
| 12                | Atlanta Falcons        | S 12–6    | 40,967   |
| 13                | at Seattle Seahawks    | S 35–27   | 62,641   |
| 14                | Denver Broncos         | V 21–20   | 65,561   |
| 15                | at Buffalo Bills       | S 37–21   | 77,348   |
| 16                | Seattle Seahawks       | S 43–37   | 61,127   |

## Classifiche
| AFC West Division   |   |    |   |      |     |       |     |     |     |
|                     | V | S  | P | %    | DIV | CONF  | PF  | PS  | STR |
| Seattle Seahawks(3) | 9 | 7  | 0 | .563 | 6–2 | 8–4   | 339 | 329 | W2  |
| Denver Broncos      | 8 | 8  | 0 | .500 | 3–5 | 5–7   | 327 | 352 | W1  |
| Los Angeles Raiders | 7 | 9  | 0 | .438 | 6–2 | 6–6   | 325 | 369 | L2  |
| San Diego Chargers  | 6 | 10 | 0 | .375 | 3–5 | 4–8   | 231 | 332 | W2  |
| Kansas City Chiefs  | 4 | 11 | 1 | .281 | 2–6 | 4–9–1 | 254 | 320 | L2  |